# Personnages d'Otome wa boku ni koishiteru
 (mars 2019).
Si vous disposez d'ouvrages ou d'articles de référence ou si vous connaissez des sites web de qualité traitant du thème abordé ici, merci de compléter l'article en donnant les références utiles à sa vérifiabilité et en les liant à la section « Notes et références ».

Cet article liste les personnages du visual novel et anime japonais Otome wa boku ni koishiteru, développé par Caramel Box.

## Otome wa Boku ni Koishiteru

### Personnages principaux

#### Mizuho Miyanokouji
- Mizuho Miyanokouji (宮小路 瑞穂, Miyanokōji Mizuho?)

Mizuho est le personnage principal. Il est transféré dans une école non-mixte pour filles selon les dernières volontés de son grand-père. Comme il est androgyne, la différence physique n'est heureusement pour lui pas visible des élèves de l'école. Cependant, Mizuho vit dans la peur d'être découvert. Il s'intègre pourtant dès le premier jour et obtient rapidement du succès auprès des étudiantes.

#### Shion Jujo
- Shion Jujo (十条 紫苑, Jūjō Shion?)

Shion est une camarade de classe de Mizuho. Elle est très belle, intelligente, charismatique et riche. Elle comprend que Mizuho est un homme après deux rencontres, mais lui promet cependant de garder le secret. L'année précédente, elle a dû être hospitalisée peu après son élection en tant qu'aînée[incompréhensible] à cause d'une maladie. Elle devient un modèle féminin pour Mizuho. Elle redouble car elle a passé l'année précédente à l’hôpital, mais reste populaire parmi les étudiantes.

#### Mariya Mikado
- Mariya Mikado (御門 まりや, Mikado Mariya?)

Mariya est la cousine germaine de Mizuho et le connaît donc bien, ayant passé son enfance avec lui. Quand la décision de transférer Mizuho a été prise, elle l'aide à passer inaperçu en toute circonstance. Pour cela, elle use souvent la violence.

#### Yukari Kamioka
- Yukari Kamioka (上岡 由佳里, Kamioka Yukari?)

Yukari est l'une des lycéennes de l'école qui vit dans le même dortoir que Mizuho et Mariya, qui est aussi sa senpai. C'est une fille énergique mais facilement effrayée par les histoires de fantômes - un fait qui est souvent utilisé par Mariya pour son propre amusement, ce qui a causé quelques problèmes lors de sa rencontre avec Ichiko.

#### Kana Suoin
- Kana Suoin (周防院 奏, Suōin Kana?)

Kana est une autre lycéenne qui vit dans le même dortoir que Mizuho, qui devient sa senpai, ayant une grande admiration pour lui.
Kana porte dans ses cheveux un ruban rose offert par le directeur de l’orphelinat où elle a vécu la majeure partie de sa vie. Malheureusement décédé, elle continue à nouer ses cheveux avec pour se souvenir de lui. 
Kana est dans le club de théâtre. Bien qu'elle soit très nerveuse sur scène, elle a été choisie pour jouer le rôle principal avec Kei, la directrice du club, à l'occasion du festival de l'école.

#### Takako Itsukushima
- Takako Itsukushima (厳島 貴子, Itsukushima Takako?)

Takako est la présidente du conseil des étudiants de l'école. Douée pour les études et le sport, elle vient d'une famille prestigieuse et a tendance à être sérieuse et sévère. En tant que présidente, elle sait qu'elle doit être ferme dans ses actions. Elle est d'abord méfiante à l'égard de Mizuho mais se rapproche de lui plus tard.

#### Ichiko Takashima
- Ichiko Takashima (高島 一子, Takashima Ichiko?)

Morte, il lui a fallu quelque temps pour comprendre qu'elle était un fantôme. Elle remarque que Mizuho ressemble beaucoup à l'Elder qu'elle a aimée auparavant. Bien qu'elle puisse toucher les gens et traverser les murs, elle ne peut cependant pas saisir d'objets.
Elle a la capacité de posséder un humain, ce qui aidera Mizuho à se sortir d'affaire à un moment du jeu.

### Personnages secondaires

#### Hisako Kajiura
- Hisako Kajiura (梶浦 緋紗子, Kajiura Hisako?)

#### Kei Takanashi
- Kei Takanashi (小鳥遊 圭, Takanashi Kei?)

#### Michiko Takane
- Michiko Takane (高根 美智子, Takane Michiko?)

#### Kimie Sugawara
- Kimie Sugawara (菅原 君枝, Sugawara Kimie?)

#### Shiori Hasegawa
- Shiori Hasegawa (長谷川 詩織, Hasegawa Shiori?)

#### Sawe Mikura
- Sawe Mikura (美倉 サヱ, Mikura Sawe?)

#### Youko Kadokura
- Youko Kadokura (門倉 葉子, Kadokura Yōko?)

#### Kanako Ukitsu
- Kanako Ukitsu (烏橘 可奈子, Ukitsu Kanako?)

#### Kayano Kouhara
- Kayano Kouhara (香原 茅乃, Kouhara Kayano?)

#### Sachiho Kaburagi
- Sachiho Kaburagi (Miyanokouji) (鏑木（宮小路） 幸穂, Kaburagi (Miyanokōji) Sachiho?)

#### Yoshiyuki Kaburagi
- Yoshiyuki Kaburagi (鏑木 慶行, Kaburagi Yoshiyuki?)

#### Mitsuhisa Kaburagi
- Mitsuhisa Kaburagi (鏑木 光久, Kaburagi Mitsuhisa?)

#### Hisaishi
- Hisaishi (久石?)

#### Soichiro Itsukushima
- Soichiro Itsukushima (厳島 壮一郎, Ishukushima Sōichirō?)

#### Norika
- Norika (紀香?), Miwa (美和?)

#### Isako Tachikawa
- Isako Tachikawa (立川 イサコ, Tachikawa Isako?)

## Otome wa Boku ni Koishiteru: Sakura no Sono no Étoile

### Midori Washio
- Midori Washio (鷲尾 緑, Washio Midori?)

### Hibiki Uozumi
- Hibiki Uozumi (魚住 響姫, Uozumi Hibiki?)

## Otome wa Boku ni Koishiteru: Futari no Elder

### Personnages principaux

#### Chihaya Kisakinomiya
- Chihaya Kisakinomiya (妃宮 千早, Kisakinomiya Chihaya?)

#### Kaoruko Nanahara
- Kaoruko Nanahara (七々原 薫子, Nanahara Kaoruko?)

#### Fumi Watarai
- Fumi Watarai (度會 史, Watarai Fumi?)

#### Kayleigh Glanzelius
- Kayleigh Glanzelius (ケイリ・グランセリウス, Keiri Guranseriusu?)

#### Awayuki Reizei
- Awayuki Reizei (冷泉 淡雪, Reizei Awayuki?)

#### Utano Sasou
- Utano Sasou (哘 雅楽乃, Sasō Utano?)

#### Kaori Kamichika
- Kaori Kamichika (神近 香織理, Kamichika Kaori?)

#### Yuu Kashiwagi
- Yuu Kashiwagi (栢木 優雨, Kashiwagi Yū?)

#### Hatsune Minase
- Hatsune Minase (皆瀬 初音, Minase Hatsune?)

### Personnages secondaires

#### Hinata Kudou
- Hinata Kudou (宮藤 陽向, Kudō Hinata?)

#### Sayoko Ukitsu
- Sayoko Ukitsu (烏橘 沙世子, Ukitsu Sayoko?)

#### Sae Isurugi
- Sae Isurugi (石動 塞, Isurugi Sae?)

#### Makiyo Shingyouji
- Makiyo Shingyouji (真行寺 茉清, Shingyōji Makiyo?)

#### Kiyora Makita
- Kiyora Makita (蒔田 聖, Makita Kiyora?)

#### Sakura Tsuchiya
- Sakura Tsuchiya (土屋 さくら, Tsuchiya Sakura?)

Sakura est dans la même division que Fumi. Elle est secrétaire du conseil étudiant aux côtés de Yayako, qui la surnomme Tsuchii.

#### Yayako Tachibana
- Yayako Tachibana (立花 耶也子, Tachibana Yayako?)

Yayako est une nouvelle étudiante. Elle est trésorière du conseil étudiant aux côtés de Sakura, qui la surnomme Yaya-pyon.

#### Eri Nishina
- Eri Nishina (仁科 衛里, Nishina Eri?)

Eri est une amie et camarade de classe de Fumi.

#### Kaho Tomosaka
- Kaho Tomosaka (友坂 花帆, Tomosaka Kaho?)

Kaho est une camarade de classe de Fumi et amie proche d'Eri.

#### Shinako Fujisawa
- Shinako Fujisawa (藤沢 姿子, Fujisawa Shinako?)

Shinako, de la même division que Chihaya et Kaoruko, est à la tête du club de jardinage.

#### Koyori Chikura
- Koyori Chikura (千倉 こより, Chikura Koyori?)

Koyori, la capitaine du club de volleyball, est une camarade de classe de Chihaya et Kaoruko.

#### Harumi Kimihara
- Harumi Kimihara (君原 春美, Kimihara Harumi?)

Son père est le président d'une société qui a contracté un emprunt important auprès d'un organisme géré par le père de Kaoruko.

#### Reika Mizusawa
- Reika Mizusawa (水沢 玲香, Mizusawa Reika?)

Reika est la vice-directrice du club de théâtre. Elle est une amie de Kaori, âgée d'un an de moins.

#### Jun Hayase
- Jun Hayase (早瀬 淳, Hayase Jun?)

Présente dans la version PC, Jun est une camarade de classe de Kayleigh. Elle consulte Kaori au sujet de l'amour.[pas clair]

#### Seika Aizawa
- Seika Aizawa (相澤 星河, Aizawa Seika?)

Présente dans la version PSP, Seika est une camarade de classe de Kayleigh et Awayuki. Elle prétend pouvoir lire l'avenir dans les cartes de tarot.

#### Kyouko Aihara
- Kyouko Aihara (相原 恭子, Aihara Kyōko?)

#### Karina
- Karina (可里奈, Karina?)

#### Sachiko Kenjou
- Sachiko Kenjou (見城 幸子, Kenjō Sachiko?)

Sachiko est la présidente de la bibliothèque.

#### Youko Sagami
- Youko Sagami (相模 陽子, Yōko Sagami?)

Youko est une camarade de classe d'Awayuki.

#### Minao Makabe
- Minao Makabe (間壁 美紗緒, Makabe Minao?)

Minao est dans la même division que Kaoruko. Elle est victime de vols continus.

#### Keika Mitsuya
- Keika Mitsuya (三屋 桂花, Mitsuya Keika?)

Keika est le capitaine du club d'escrime.